# Gryllacris atromaculata
Gryllacris atromaculata är en insektsart som beskrevs av Willemse, C. 1928. Gryllacris atromaculata ingår i släktet Gryllacris och familjen Gryllacrididae. Inga underarter finns listade i Catalogue of Life.